# Écrantage du champ électrique

Écrantage dans un plasma. Un nuage de charges négatives se forme autour d'une grande charge positive située dans un plasma, écrantant le reste du plasma de l'influence de la charge positive.

Ne pas confondre avec l'effet de masquage en physique atomique.
L'écrantage du champ électrique consiste en l'atténuation du champ électrique en raison de la présence de porteurs de charge électrique mobiles au sein d'un milieu matériel. Il s'agit d'un comportement essentiel des fluides porteurs de charge, comme les gaz ionisés (plasmas), les électrolytes, et les conducteurs électroniques (semi-conducteurs, métaux). L'écrantage électrique est un phénomène important parce qu'il diminue considérablement la pertinence de l'étude des champs électriques. Cependant, comme les fluides en jeu comportent des particules chargées, ils peuvent produire des champs magnétiques ou être affectés par eux. Cela fait un sujet d'étude particulièrement pertinent et complexe de l'astrophysique.
Dans un fluide composé de particules chargées, les particules interagissent au travers de la force de Coulomb :
{\displaystyle \mathbf {F} ={\frac {q_{1}q_{2}}{4\pi \epsilon _{0}\left|\mathbf {r} \right|^{2}}}{\hat {\mathbf {r} }}}.
Cette interaction complique l'étude théorique du fluide. Par exemple, un calcul naïf de la densité d'énergie du niveau fondamental, dans le formalisme de la mécanique quantique, diverge vers l'infini, ce qui n'est pas raisonnable. La difficulté vient du fait que la force de Coulomb varie avec la distance en {\displaystyle 1/r^{2}}. Or le nombre moyen de particules à la distance {\displaystyle r} est proportionnel à {\displaystyle r^{2}}, en supposant que le fluide est isotrope. En conséquence, une variation de charge en un point quelconque du fluide a un effet non négligeable à grande distance.
En réalité, ces effets à grande distance sont annulés par le flux de particules en réponse aux champs électriques. Ce flux réduit l'interaction efficace entre les particules à une interaction de Coulomb écrantée et limitée à courte distance.
En physique du solide, en particulier pour les métaux et les semi-conducteurs, l'effet d'écran décrit le champ électrostatique et le potentiel de Coulomb d'un ion à l'intérieur du solide. De même que le champ électrique du noyau est réduit à l'intérieur d'un atome ou d'un ion à cause de l'effet de masquage, les champs électriques des ions dans les solides conducteurs sont encore réduits par le nuage d'électrons de conduction.

## Description
On considère un fluide composé d'électrons se déplaçant dans un fond uniforme de charge positive (plasma à un composant). Chaque électron crée un champ électrique qui repousse les autres électrons. En conséquence, l'espace qui l'environne possède une densité d'électrons plus faible qu'en d'autres endroits du fluide. Cette région peut être traitée comme un trou chargé positivement. Vu depuis une grande distance, ce trou est équivalent à une charge électrique positive supplémentaire qui annule le champ produit par l'électron. C'est seulement à courte distance, au voisinage du trou, que le champ de l'électron produit un effet sensible. Pour un plasma, cet effet peut être rendu explicite par un calcul à {\displaystyle N} corps(§5). Si le fond est constitué d'ions positifs, leur attraction par l'électron d'intérêt renforce le mécanisme d'écrantage décrit ci-dessus. En physique atomique, il existe un effet similaire pour les atomes ayant plus d'une couche d'électrons : l'effet d'écran. En physique des plasmas, l'écrantage des champs électriques est également appelé écrantage ou blindage de Debye. Il se manifeste à l'échelle macroscopique par une gaine (gaine de Debye (en)) à proximité d'un matériau avec lequel le plasma est en contact.
Le potentiel d'écran détermine les forces interatomiques et la relation de dispersion des phonons dans les métaux. Le potentiel d'écran est utilisé pour calculer la structure électronique d'une grande variété de matériaux, souvent en combinaison avec les modèles de pseudopotentiel. L'effet d'écran conduit à l'approximation des électrons indépendants (en), ce qui explique le pouvoir prédictif des premiers modèles de physique du solide tels que le modèle de Drude, le modèle de l'électron libre et le modèle de l'électron quasi libre.

## Théorie et modèles

### Écrantage électrostatique
Un premier calcul théorique de l'écrantage, dû à Debye et Hückel (1923), considère des charges ponctuelles en équilibre stationnaire dans un fluide. Cet ensemble d'hypothèses est connu comme l'écrantage électrostatique.
On considère un fluide d'électrons dans une matrice d'ions chargés positivement et bien plus lourds que les électrons. Par simplicité, on supposera que les ions positifs peuvent être ramenés à une distribution uniforme de charge. Cela est possible du fait que les électrons sont plus légers et plus mobiles que les ions et que l'on considère des distances bien plus élevées que la distance qui sépare les ions. Ce modèle s'appelle aussi un continuum diélectrique macroscopique.
On note {\displaystyle \rho } la densité volumique d'électrons et {\displaystyle \phi } le potentiel électrique. On suppose que les électrons sont initialement équirépartis de sorte qu'il y a une charge nette nulle en tout point. Ainsi, {\displaystyle \phi } est initialement uniforme.
On introduit une charge ponctuelle {\displaystyle Q} à l'origine du repère. À cette charge est associée une densité de charge {\displaystyle Q\delta (r)}, où {\displaystyle \delta } est la distribution de Dirac. Une fois le système à l'équilibre, on appele {\displaystyle \Delta \rho (r)} et {\displaystyle \Delta \phi (r)} les changements dans la densité de charge électronique et dans le potentiel électrique. Or la charge électrique et la densité de charge sont reliées par la première équation de Maxwell :
{\displaystyle -\nabla ^{2}[\Delta \phi (r)]={\frac {1}{\epsilon _{0}}}[Q\delta (r)-e\,\Delta \rho (r)]}.
Pour pouvoir continuer ce calcul, on doit trouver une deuxième équation indépendante qui relie {\displaystyle \Delta \rho } et {\displaystyle \Delta \phi }. Il existe deux approximations pour lesquelles ces deux grandeurs sont proportionnelles : l'approximation de Debye-Hückel, valable à haute température, et l'approximation de Fermi-Thomas, qui s'applique à basse température.

### Approximation de Debye-Hückel
Dans l'approximation de Debye-Hückel, le système est supposé maintenu à l'équilibre, à une température {\displaystyle T} suffisamment élevée pour que les particules suivent la statistique de Maxwell-Boltzmann. En chaque point de l'espace, la densité des électrons d'énergie {\displaystyle j} a pour forme :
{\displaystyle \rho _{j}(r)=\rho _{j}^{(0)}(r)\;\exp \!\left[{\frac {e\phi (r)}{k_{B}T}}\right]}
où {\displaystyle k_{B}} est la constante de Boltzmann. Si on développe au premier ordre en supposant une perturbation dans {\displaystyle \phi }, on obtient :
{\displaystyle e\Delta \rho \simeq \varepsilon _{0}k_{0}^{2}\Delta \phi }
avec
{\displaystyle k_{0}\ {\stackrel {\mathrm {def} }{=}}\ {\sqrt {\frac {\rho e^{2}}{\varepsilon _{0}k_{B}T}}}}.
La longueur {\displaystyle \lambda _{D}\equiv 1/k_{0}} est appelée longueur de Debye. Il s'agit d'une échelle de longueur fondamentale en physique classique des plasmas.

### Approximation deFermi-Thomas
Dans l'approximation de Fermi-Thomas, on suppose que le système est maintenu à un potentiel chimique constant et à basse température. En pratique, la première des deux approximations consiste à supposer que le système est en contact électrique avec une référence de potentiel électrique comme la terre. Le potentiel chimique, noté {\displaystyle \mu } est par définition l'énergie nécessaire pour ajouter un électron supplémentaire au système. Cette énergie peut être décomposée en une énergie cinétique {\displaystyle T} et une énergie potentielle {\displaystyle e\phi }. Puisque le potentiel chimique est constant,
{\displaystyle \Delta \mu =\Delta T-e\Delta \phi =0}.
Si la température est très basse, le comportement des électrons peut être traité dans le cadre du modèle de gaz d'électrons libres. On fait donc l'hypothèse que {\displaystyle T} peut être approché par l'énergie d'un électron dans le gaz, ce qui est simplement l'énergie de Fermi {\displaystyle E_{F}}. L'énergie de Fermi est reliée à la densité d'électrons (en incluant la dégénérescence de spin) par :
{\displaystyle \rho =2{\frac {1}{(2\pi )^{3}}}{\frac {4}{3}}\pi k_{F}^{3}\quad ,\quad E_{F}={\frac {\hbar ^{2}k_{F}^{2}}{2m}}}.
En perturbant cette expression au premier ordre, on trouve que
{\displaystyle \Delta \rho \simeq {\frac {3\rho }{2E_{F}}}\Delta E_{F}}.
En insérant cette expression dans l'équation ci-dessus de {\displaystyle \Delta \mu }, on obtient :
{\displaystyle e\Delta \rho \simeq \varepsilon _{0}k_{0}^{2}\Delta \phi }
avec
{\displaystyle k_{0}\ {\stackrel {\mathrm {def} }{=}}\ {\sqrt {\frac {3e^{2}\rho }{2\varepsilon _{0}E_{F}}}}={\sqrt {\frac {me^{2}k_{F}}{\varepsilon _{0}\pi ^{2}\hbar ^{2}}}}}.
{\displaystyle k_{0}} est appelé le vecteur d'onde écranté de Fermi-Thomas.
On remarquera que l'on a utilisé un résultat provenant d'un gaz d'électrons libres, ce qui est un modèle d'électrons sans interactions, alors que le fluide étudié comporte une interaction de Coulomb. L'approximation de Fermi-Thomas n'est donc valable que lorsque la densité d'électrons est suffisamment grande pour que les interactions entre particules soient faibles.

### Interaction de Coulomb écrantée
Les résultats obtenus à partir des approximations de Debye-Hückel ou de Fermi-Thomas peuvent maintenant être insérés dans la première équation de Maxwell :
{\displaystyle \left[\nabla ^{2}-k_{0}^{2}\right]\phi (r)=-{\frac {Q}{\varepsilon _{0}}}\delta (r)}.
Cette équation est connue sous le nom d'équation de Poisson écrantée (en). Une solution est
{\displaystyle \phi (r)={\frac {Q}{4\pi \varepsilon _{0}r}}e^{-k_{0}r}}.
Elle est connue sous le nom de potentiel de Coulomb écranté. Il s'agit d'un potentiel de Coulomb multiplié par une exponentielle d'amortissement. La force de l'amortissement est donnée par {\displaystyle k_{0}}, vecteur d'onde de Fermi-Thomas.